# Baby, Baby Don't Cry
Baby, Baby Don't Cry is een single van de Amerikaanse soulgroep Smokey Robinson & The Miracles. Het nummer was de eerste van drie singles afkomstig van het album "Time Out For Smokey Robinson & The Miracles". De andere twee waren "Abraham, Martin & John" en "Here I Go Again", dat als B-kant het nummer "Doggone Right" had, wat tevens een hit werd. Van dit album was "Baby, Baby Don't Cry" veruit de meest succesvolle en met haar achtste plaats in de poplijst van de Verenigde Staten was het, op "The Tears of a Clown" na, het laatste nummer van The Miracles dat de top 10 in deze lijst bereikte, terwijl leadzanger Smokey Robinson deel van de groep uitmaakte. Op de R&B-lijst en in Canada was het nummer in kwestie ook een hit. Daar bereikte het respectievelijk de derde positie en de 28ste positie.
Net als andere hits van Smokey Robinson & The Miracles, zoals "Special Occasion" en "I Second That Emotion", werd ook "Baby, Baby Don't Cry" geschreven door leadzanger Smokey Robinson in samenwerking met Al Cleveland". Bij dit nummer werd echter ook nog de hulp van een derde songwriter ingeschakeld, namelijk die van Terry Johnson. Samen met Johnson produceerde Smokey Robinson het nummer ook. Hierbij werden ze geholpen door een ander lid van The Miracles, Warren "Pete" Moore. De tekst van het nummer gaat over een vrouw, waar de verteller over vertelt, die verdriet heeft over wat haar vriendje haar heeft gedaan. De verteller zegt haar dat ze moet stoppen met huilen, haar ontrouwe vriendje moet vergeten en dat ze moet kiezen voor de oprechte liefde van hem.
De muziek die het genoemde drietal bij het nummer schreef begint met een intro gespeeld op piano en gitaar, waar later een bas en een hihat bij komen. Gedurende het intro spreekt Smokey Robinson voor het eerst de vrouw toe, niet gezongen maar gesproken. De leadgitaar die al vanaf het intro te horen is wordt gespeeld door de vaste gitarist van Smokey Robinson & The Miracles, Marv Tarplin. De rest van de ritmesectie wordt verzorgd door The Funk Brothers. Opvallend aan de rest van de muzikale opbouw is dat blazers een belangrijke, aanwezige rol in het nummer hebben. Daarnaast is de bridge totaal anders dan de rest van het nummer. Het klinkt een beetje onheilspellend, maar uiteindelijk komt het, na een toonsoortwisseling van een hele toon, weer terug bij het voor de vrouw geruststellende refrein.
De B-kant van "Baby, Baby Don't Cry" is het nummer "Your Mother's Only Daughter". In tegenstelling tot de A-kant is dit nummer niet te horen op het album "Time Out For Smokey Robinson & The Miracles". Het verscheen daarentegen wel op het album dat daarvoor werd uitgebracht, "Special Occasion". "Your Mother's Only Daughter" werd geschreven door Smokey Robinson, opnieuw samen met Al Cleveland.

## Bezetting
- Leadzanger: Smokey Robinson
- Achtergrond: Warren "Pete" Moore, Bobby Rogers, Ronnie White en Claudette Robinson
- Instrumentatie: The Funk Brothers
- Gitarist: Marv Tarplin
- Schrijvers: Smokey Robinson, Al Cleveland en Terry Johnson
- Productie: Smokey Robinson, Terry Johnson en Warren "Pete" Moore